# Octopus (U-Boot)
Die C-1, auch USS C-1 (Kennung: SS-9), war ein U-Boot der C-Klasse der United States Navy, das von 1908 bis 1922 in Dienst stand.

## Geschichte
Dieses U-Boot wurde von Fore River Shipyard in Quincy, Massachusetts, gebaut. Die Elektrik dieses U-Boots stammte von Electric Boat Company. Das Kommando über die USS Octopus (SS-9) übernahm am 30. Juni 1908 Lieutenant C. E. Coutney. Am 17. November 1911 wurde sie in USS C-1 umbenannt. Sie war bis zum 9. Oktober 1909 vor Newport, Rhode Island, und New York City im Einsatz. Danach wurden mehrere Änderungen am U-Boot-Körper durchgeführt. Am 14. Februar 1910 wurde sie als Reserve nach Charleston, South Carolina, verlegt. In den aktiven Einsatz kam sie wieder ab dem 15. April 1913 in der Torpedo-Flotte der amerikanischen Atlantik-Flotte. Dort diente sie als Schulschiff. Zwischen den 29. Mai und 7. Dezember 1913 war sie in Guantanamo, Kuba und Panama stationiert. Im Ersten Weltkrieg war sie bis zum 4. August 1919 in Panama als Patrouillen-U-Boot in Fahrt. Am 4. August 1919 wurde sie aus dem aktiven Dienst genommen und am 13. August 1920 bei Coco Solo am Gattun Lake demontiert und anschließend verschrottet.